# Dignità
La dignità è il diritto di una persona ad essere apprezzata e rispettata per sé stessa e ad essere trattata eticamente. Con il termine dignità ci si riferisce al valore intrinseco dell'esistenza umana che ogni uomo e ogni donna – in quanto persona – è consapevole di rappresentare nei propri principî morali, nella necessità di liberamente mantenerli per sé stesso e per gli altri e di tutelarli nei confronti di chi non li rispetta.

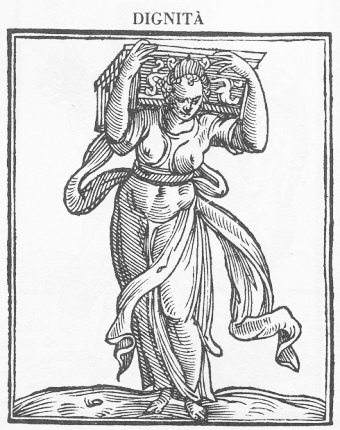
Allegoria della Dignità (incisione di Cesare Ripa)

## Storia del concetto
(Aristotele)
Storicamente, il tema della dignità è stato approfondito dallo Stoicismo che, in virtù della partecipazione del logos umano a quello divino, affermava l'identità delle virtù negli uomini a prescindere dal ceto sociale e dal sesso di modo che ogni essere umano era libero di impegnarsi nella ricerca della saggezza che implicava l'indifferenza nei confronti del corpo e dei suoi dolori.

### Ladignitasromana
Presso i Romani il concetto di dignità (dignitas) assume una connotazione non solo etica ma anche estetica, soprattutto in riferimento alle opere di architettura, nelle quali il termine rimanda a un senso di decoro, grandiosità, e gravosità, caratteristiche del comportamento maschile, mentre in riferimento alla pittura e alla scultura prevaleva il canone femminile della venustas.

### Cristianesimo e Rinascimento
Il cristianesimo ha ripreso la concezione stoica della dignità umana sostenendo come ogni uomo sia un riflesso dell'immagine di Dio. La questione sulla dignità dell'uomo è stata poi approfondita durante il Rinascimento, quando la questione ha assunto caratteri polemici contro la concezione medievale, accusata di aver svalutato il mondo terreno e la capacità umana di operare in esso. Durante il Rinascimento l'uomo venne considerato un essere dalla natura indeterminata, in grado di compiere in assoluta autonomia la scelta di elevarsi allo spirito oppure di abbrutirsi verso la materia.

Nel Discorso sulla dignità dell'uomo, l'umanista Pico della Mirandola rimarca come proprio in questa possibilità di scelta consista la dignità della natura umana, che la contraddistingue rispetto agli angeli o agli animali: 
(Pico della Mirandola, Oratio de hominis dignitate, traduzione a cura di Eugenio Garin, Vallecchi, 1942, pp. 105-109)
«Homo faber ipsius fortunae» è il motto del concetto di dignità e libertà espresso da Pico della Mirandola, secondo cui l'uomo è sovrano e artefice del proprio destino.

### Età moderna
La dignità nelle sue prime concezioni non aveva niente a che vedere con il significato odierno essendo al contrario collegata all'esercizio di una carica pubblica: un significato aristocratico, elitario questo che permane nel termine di "dignitario" e che si oppone al senso democratico che caratterizza oggi questo termine.
Così per Thomas Hobbes la dignità non è un valore intrinseco dell'uomo ma solo il «valore pubblico» dell'uomo che gli viene attribuito dallo Stato.
Così anche per Montesquieu la dignità denota la distinzione propria dell'aristocrazia e si oppone in questo senso all'uguaglianza. Émile Littré nel suo Dictionnaire de la langue française attribuisce come primo significato del termine "dignità"  quello di «funzione eminente nello Stato o nella Chiesa» e solo come quarto significato quello di «rispetto che si deve a sé stessi».
Nella filosofia morale di Kant la dignità viene riconosciuta a ogni uomo in quanto essere razionale e perciò degno di essere considerato sempre come fine mai come mezzo:
L'uomo cioè deve avere la capacità di agire moralmente al di sopra delle determinazioni sensibili della sua volontà che deve essere libera dalle inclinazioni del desiderio e della carnalità. La dignità kantiana va oltre il rispetto della vita in quanto vita sensibile e sofferente: essa è al contrario rispetto della libertà umana, dell'uomo in quanto essere sovrasensibile.

## Dignità e umanità
Dignità e umanità sono diventati, nell'evoluzione del pensiero, termini sovrapponibili, collegati alla libertà dell'individuo di potersi esprimere senza vincoli di sorta. 
La dignità è quindi un concetto che rinvia all'idea che «quelque chose est dû à l'être humain du fait qu'il est humain» (essa sia qualcosa che è dovuta all'essere umano per il semplice fatto che egli è umano): calata in ambito giuridico, tale concezione è stata declinata da Hannah Arendt come il "diritto ad avere diritti".
Tutti gli uomini, senza distinzioni di età, stato di salute, sesso, etnia, religione, grado d'istruzione, nazionalità, cultura, impiego, opinione politica, condizione sociale, orientamento sessuale o identità di genere meritano un rispetto incondizionato, sul quale nessuna "ragion di Stato", nessun "interesse superiore", la "Razza", o la "Società", può imporsi.
(Stefano Rodotà)
Secondo papa Bergoglio, ogni uomo è un fine in sé stesso, possiede un valore non relativo all'oggetto che produce (com'è, per esempio, il prezzo di un oggetto), ma intrinseco al modo di produrlo con il lavoro con il quale si realizza:
(Papa Francesco, omelia a Santa Marta del primo maggio 2013)
Ugualmente si riconosce dignità alle alte cariche dello Stato, politiche od ecclesiastiche quando chi le ricopre agisca per il rispetto della dignità umana.
L'Organizzazione mondiale della sanità estende in particolare la considerazione della dignità a quelle parti della popolazione quali gli anziani, affermando il diritto degli individui ad essere trattati con rispetto al di là dell'età o di eventuali condizioni di disabilità. Nel quadro del superamento di una concezione solo formale del paradigma antidiscriminatorio, poi, il riferimento alla dignità umana compare nelle più recenti sentenze delle Corti costituzionali di affermazione dei diritti umani: "la rimozione di un ostacolo al libero svolgimento della personalità (il “full blossoming” dell’individuo come “very essence of dignity”, par. 132 op. CJ)" costituisce, per la Corte Suprema indiana, "la garanzia dell’effettività della dignità attraverso la liberazione di capacità".

## Dignità statica e dinamica
(Glauco Giostra, “Il rimedio compensativo della riduzione di pena: problematiche tecniche e demagogici allarmismi”, in Il senso della pena. Ad un anno dalla sentenza Torreggiani della Corte EDU, a cura di Marco Ruotolo, Editoriale Scientifica, Napoli, 2014, p. 126)
Nell'opera di Marco Ruotolo viene contestata la concezione unitaria della dignità e si introduce la distinzione tra “dignità statica” e “dignità dinamica” intendendo per la prima una specie di acquisizione innata della dignità per il semplice fatto di esistere indipendentemente dal bene e dal male che l'individuo mette in atto. La dignità dinamica invece sarebbe il risultato delle azioni individuali tali che fanno perdere quella dignità che in seguito può essere riacquistata.